# Serdiuky (obwód połtawski)
Serdiuky (ukr. Сердюки) – wieś na Ukrainie, w obwodzie połtawskim, w rejonie połtawskim. W 2001 roku liczyła 273 mieszkańców.